# Qarah Moḩammad Tappeh
Qarah Moḩammad Tappeh (persiska: Qareh Moḩammad Tappeh, قره محمد تپه) är en ort i Iran.   Den ligger i provinsen Golestan, i den norra delen av landet, 400 km nordost om huvudstaden Teheran. Qarah Moḩammad Tappeh ligger 54 meter över havet och antalet invånare är 601.
Terrängen runt Qarah Moḩammad Tappeh är platt.Runt Qarah Moḩammad Tappeh är det ganska tätbefolkat, med 65 invånare per kvadratkilometer. Närmaste större samhälle är Gonbad-e Kāvūs, 12,4 km söder om Qarah Moḩammad Tappeh. Omgivningarna runt Qarah Moḩammad Tappeh är i huvudsak ett öppet busklandskap.